# Kriwitz
Kriwitz ist ein Ortsteil der Gemeinde Lemgow im Landkreis Lüchow-Dannenberg in Niedersachsen.

## Geschichte
Am 1. Juli 1972 wurde Kriwitz in die Gemeinde Lemgow eingegliedert.